# 马蒂涅费绍
马蒂涅费绍（法語：Martigné-Ferchaud，法語發音：[maʁtiɲe fɛʁʃo]）是法国伊勒-维莱讷省的一个市镇，位于该省东南部，属于富热尔-维特雷区。

## 地理
马蒂涅费绍（47°49'40"N, 1°19'6"W）面积74.1 平方千米，位于法国布列塔尼大區伊勒-维莱讷省，该省份为法国西北部沿海省份，位于布列塔尼半岛东部，北濒大西洋，西接阿摩尔滨海省和莫尔比昂省，南至大西洋卢瓦尔省，西南端接曼恩-卢瓦尔省，东临马耶讷省，东北与芒什省接壤。
与马蒂涅费绍接壤的市镇（或旧市镇、城区）包括：科埃姆、埃昂塞、福尔日拉福雷、勒捷、图里、费尔塞、布吕河畔努瓦亚勒、维勒波、翁布雷当茹。
马蒂涅费绍的时区为UTC+01:00、UTC+02:00（夏令时）。

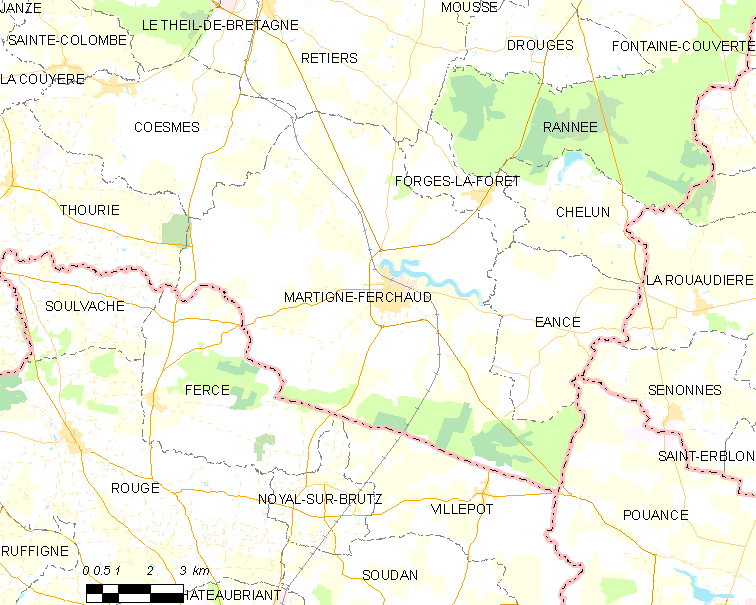
马蒂涅费绍的OSM定位图

## 行政
马蒂涅费绍的邮政编码为35640，INSEE市镇编码为35167。

## 政治
马蒂涅费绍所属的省级选区为布列塔尼地区拉盖尔什县。

## 交通
伊勒-维莱讷省省道D41线、D46线、D53线、D94线、D178线和D310线在境内交汇。
马蒂涅费绍站是雷恩—沙托布里扬铁路线上的一站。

## 人口

1962-2008年间马蒂涅费绍人口变化图示

马蒂涅费绍于2022年1月1日时的人口数量为2632人。